# Fittja, Enköpings kommun
Fittja är kyrkbyn i Fittja socken i Enköpings kommun, Uppland.
Byn består av enfamiljshus samt bondgårdar och är belägen söder om Lårstaviken. Byn har landsvägsförbindelse via länsväg C 587.
Fittja kyrka ligger mitt i byn.
Fittja omtalas i dokument första gången 1381 ("i Fityom") då Bo Jonsson (Grip) sålde 18 1/2 öresland jord i Fittja samt jord i Salnecke till Magnus Tyrgilsson (Färla). En Lars i Fittja ("Fitthiom") omtalas 1395 i samband med en jorddonation. Anund Algotsson Sture stämde 1429 Bo Jonssons arvingar angående rätten till Fittja, som han hävdade var hans hustru Christina Anundsdotter (Lejonansikte)s rätta arv och rätt tagits ifrån henne. Han tilldömdes senare samma år en gård i Fittja. 1449–1451 har Birgitta
Stensdotters (Bielke) en gård i Fittja som räntar 4 marker i avrad. Katarina Stensdotter ärvde 1453 två gårdar i Fittja efter sin far Sten Turesson (Bielke). Några gårdar i Fittja tillföll 1478 Kristiern Johansson (Vasa) efter fadern Johan Kristernsson. Gudmund Pedersson (Ulv av Horsnäs) bytte 1525 till sig tre gårdar i Fittja från Gustav Vasa. I Gustav Vasas arv och egetlängd anges att kungen bytt till sig två gårdar i Fittja av Jöran Åkesson (Tott). 1559 ärvde Hogenskild Bielke två gårdar i Fittja. Byn anges i skattelängder under 1500-talet bestå av fem (från 1544 fyra) mantal arv och eget, samt två mantal frälse.